# Otto Bernheimer
Otto Bernheimer (* 14. Juli 1877 in München; † 5. Juli 1960 ebenda) war ein Kunstsammler und Antiquitätenhändler.

## Leben
Otto Bernheimer wurde als Sohn des 1884 zum Königlich Bayerischen Hoflieferanten ernannten Lehmann Bernheimer (1841–1918) in eine jüdische Familie geboren; sein Vater betrieb seit 1864 ein Handelsgeschäft in München. Mit seinen beiden Brüdern Max und Ernst (1875–1956) bereiste er viele Länder Europas auf der Suche nach schöner Kunst. Zu den Kunden der Bernheimer gehörten der europäische Hochadel, Finanziers, Diplomaten, Künstler ebenso wie die Familie Krupp oder William Randolph Hearst. Bernheimer bot nicht nur exklusive Einzelstücke, sondern komplette Raumausstattungen für seine Kunden an.

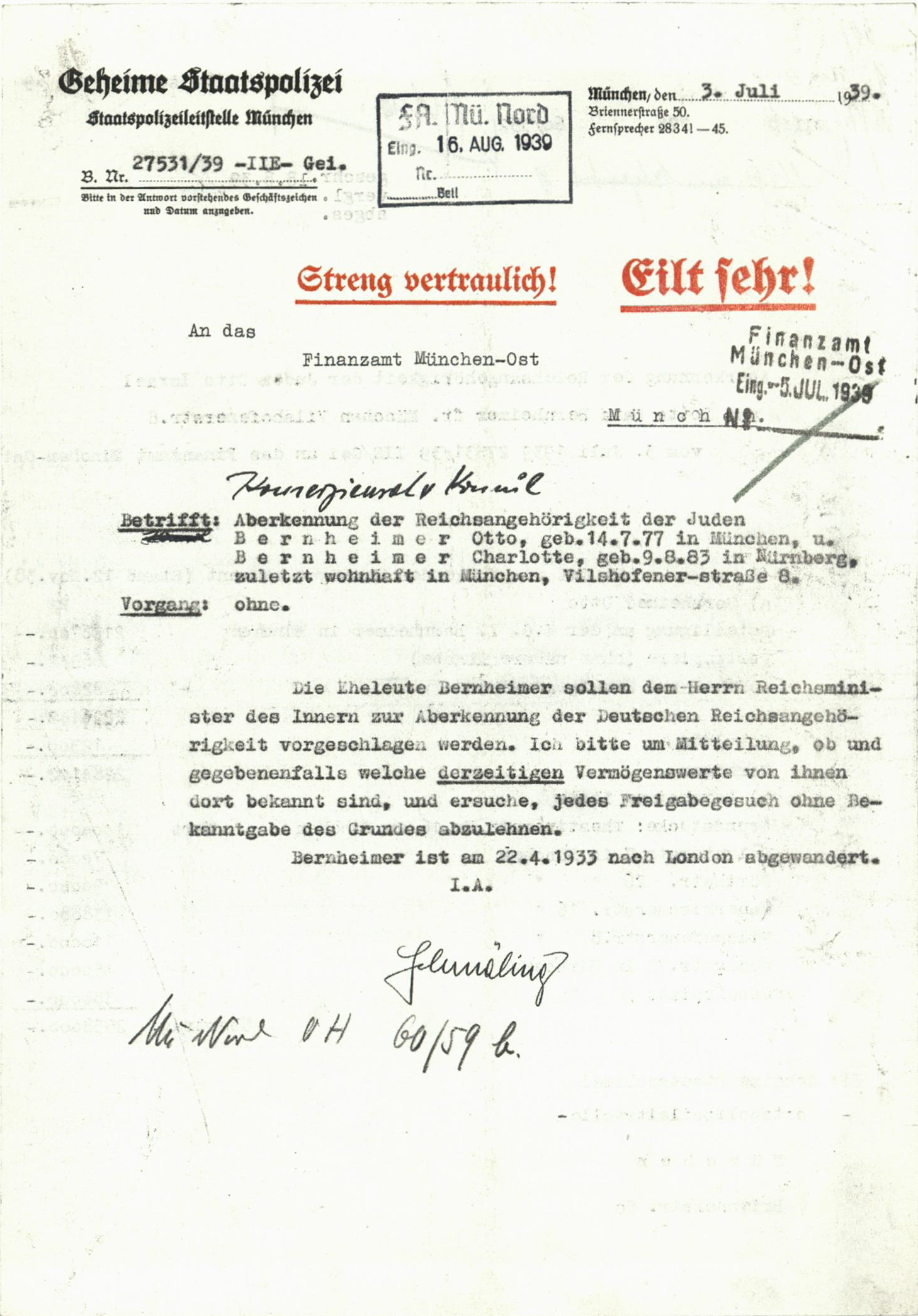
Gestapo-Akte über die Aberkennung der Reichsangehörigkeit von Otto und Charlotte Bernheimer

Nach dem Tod des Vaters 1918 übernahm er die Firma in zweiter Generation, aufgrund der schwierigen wirtschaftlichen Situation gingen die Geschäfte schlechter. Nach der Machtübergabe an die Nationalsozialisten konnte das Geschäftsvolumen zunächst sogar gesteigert werden, da Ausstattungen für Prestigeveranstaltungen benötigt wurden. In der Reichspogromnacht 1938 wurden die Schaufenster eingeschlagen und Otto Bernheimer im KZ Dachau inhaftiert. Durch Intervention der mexikanischen Regierung, Bernheimer war Honorarkonsul Mexikos, kamen er und seine Söhne jedoch frei. Die Familie emigrierte in die ganze Welt: Otto wurde gezwungen, einer Tante von Hermann Göring eine heruntergekommene Kaffeeplantage in Venezuela abzukaufen. Es erfolgte die Arisierung der „Kunsthandlung Otto Bernheimer“ (danach „Münchner Kunsthandelsgesellschaft“ und „Kameradschaft der Künstler“), sowie die Beschlagnahme des gesamten Besitzes (darunter eine Sammlung von deutschen und französischen Gemälden aus dem 19. Jahrhundert).
Bereits im August 1945 kehrte Otto Bernheimer nach München zurück, baute das kriegsbeschädigte Geschäftshaus und seine Firma erneut auf und setzte sich für die Restitution des Familienbesitzes ein. 1948 konnte er das Geschäft mit dem Schwerpunkt in der Stoff- und Einrichtungsabteilung wieder aufnehmen. Auf seine Initiative hin wurde 1956 zu Beginn der Wirtschaftswunderjahre die „Deutschen Kunst- und Antiquitätenmesse“ in München gegründet und Bernheimer zum Präsidenten des Deutschen Kunsthandelsverbands gewählt.
Neben dem Geschäftshaus am Lenbachplatz in München (Palais Bernheimer) besaß Otto Bernheimer eine Villa in Feldafing am Starnberger See, die er sich 1912/13 vom Architekten Max Littmann in der Höhenbergstraße erbauen ließ, sowie eine Wohnung in der Vilshofener Straße in München. Nach der Restitution in den 1950er Jahren schenkte Otto Bernheimer die Villa der Gemeinde Feldafing, die darin seit 1934 eine Grundschule betrieb. Die Schule trägt den Namen „Otto-Bernheimer-Grundschule“.

## Auszeichnungen
- 1954: Bundesverdienstkreuz 1. Klasse
- 1959: Bayerischer Verdienstorden
- 1960: Goldene Bürgermedaille der Landeshauptstadt München